# Asmat (ville)
Pour les articles homonymes, voir Asmat (homonymie).
Asmat est une ville d'Érythrée située dans la région d'Anseba, et capitale du district d'Asmat.